# مارك تسيغلر
مارك تسيغلر (بالألمانية: Marc Ziegler)‏ (مواليد 13 يونيو 1976 في بليسكاستيل - ألمانيا الغربية) لاعب كرة قدم ألماني يلعب حاليا لصالح نادي الدرجة الأولى شتوتغارت الألماني منذ 2010 في مركز حارس مرمى .

## روابط خارجية
- مارك تسيغلر على موقع اتحاد تركيا (لاعب) (الإنجليزية)
- مارك تسيغلر على موقع قاعدة بيانات كرة القدم.إي يو (الإنجليزية)
- مارك تسيغلر على موقع بيانات كرة القدم. دي إي (الألمانية)
- مارك تسيغلر على موقع Soccerway.com (الإنجليزية)
- مارك تسيغلر على موقع عالم كرة القدم.نت (الإنجليزية)
- مارك تسيغلر على موقع كووورة
- مارك تسيغلر على موقع AS.com (الإسبانية)